# 阎广洪
阎广洪（1927年—2017年），山西省平遥县人，中华人民共和国官员，曾任中共忻州（现为忻州市）地委书记、山西省林业厅副厅长。
1972年至1974年，阎广洪在临猗县任革命委员会主任。1973年至1977年，任中共临猗县委书记。1976年4月，他被任命为中共运城地委副书记，任职至1981年4月。1981年6月，他被调往忻县地区，在中共忻县地委任副书记。1983年，忻县地区更名为忻州地区，阎广洪出任中共忻州地委书记、中共山西省委委员。
1987年中共整党期间，疑似由于内部斗争被同僚举报，在薄一波的默许下，阎广洪被查出严重违纪，地委书记、省委委员的官职遭到撤销。据《山西年鉴》载，阎广洪的违纪行为有：无视中共中央、国务院查禁淫秽录像的命令，允许地、县多名干部观看淫秽录像；违反国家规定，私自购买外汇，并有套汇行为；利用职权提拔女儿、女婿；给自己盖房、修窑时“占国家便宜”；认错态度很不好。
阎广洪不久后复出，担任山西省林业厅副厅长。1992年4月18日，山西省关心下一代工作委员会成立，阎广洪出任副主任兼秘书长，任职多年。